# Elezioni europee del 2019 in Grecia
Le elezioni europee del 2019 in Grecia si sono tenute domenica 26 maggio per eleggere i 21 membri del Parlamento europeo spettanti alla Grecia. Si sono tenute contemporaneamente alle elezioni amministrative locali.

## Risultati
| Liste  | Liste                                                  | Gruppo  | Voti      | %     | Seggi |
| ------ | ------------------------------------------------------ | ------- | --------- | ----- | ----- |
|        | Nuova Democrazia (ND)                                  | PPE     | 1.873.080 | 33,12 | 8     |
|        | Coalizione della Sinistra Radicale (SYRIZA)            | GUE/NGL | 1.343.788 | 23,76 | 6     |
|        | Movimento per il Cambiamento (KINAL) (PASOK - KIDISO)  | S&D     | 436.735   | 7,72  | 2     |
|        | Partito Comunista di Grecia (KKE)                      | NI      | 302.677   | 5,35  | 2     |
|        | Alba Dorata (XA)                                       | NI      | 275.822   | 4,88  | 2     |
|        | Soluzione Greca                                        | ECR     | 236.361   | 4,18  | 1     |
|        | Fronte della Disobbedienza Realistica Europea (MeRA25) | -       | 169.286   | 2,99  | -     |
|        | Rotta di Libertà                                       | -       | 90.859    | 1,61  | -     |
|        | To Potami                                              | -       | 86.003    | 1,52  | -     |
|        | Unione dei Centristi                                   | -       | 82.072    | 1,45  | -     |
|        | Grecia, un'Altra Via                                   | -       | 70.286    | 1,24  | -     |
|        | Raggruppamento Popolare Ortodosso (LAOS)               | -       | 69.524    | 1,23  | -     |
|        | Cittadini                                              | -       | 51.406    | 0,91  | -     |
|        | Verdi Ecologisti                                       | -       | 49.099    | 0,87  | -     |
|        | Greci Indipendenti (ANEL)                              | -       | 45.149    | 0,80  | -     |
|        | Altri <0,75%                                           | -       | 473.975   | 8,38  | -     |
| Totale | Totale                                                 | Totale  | 5.656.122 | 100   | 21    |